# Club Sport Marítimo

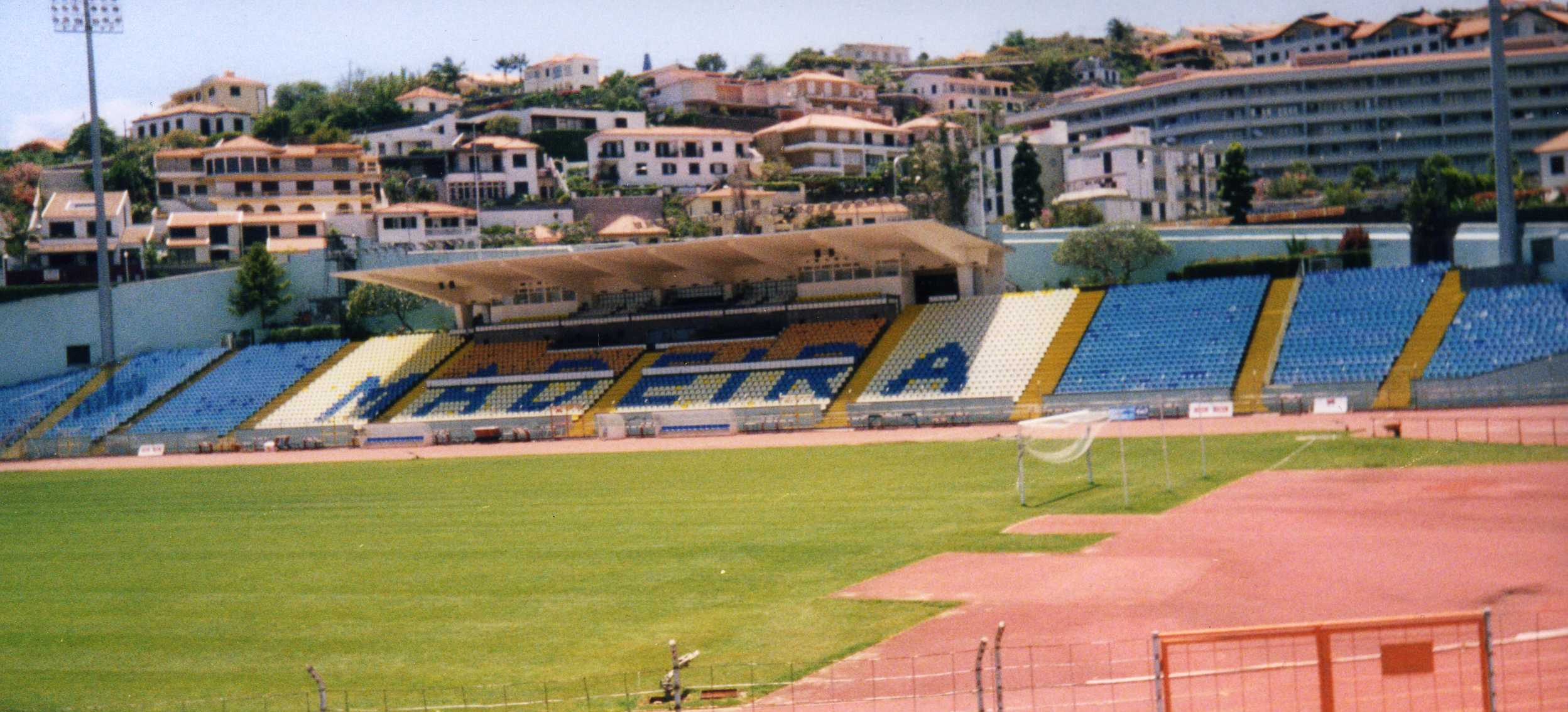
Estádio dos Barreiros

El Club Sport Marítimo, també conegut com a Marítimo de Funchal (pron. IPA: [mɐ'ɾitimu], localment [mɐ'ɾitmu]), és un club esportiu portuguès destacat per la seva secció de futbol de la ciutat de Funchal, Madeira.

## Història
El club va ser fundat el 20 de setembre de 1910 amb el nom de Club Português de Sport Marítimo per Cândido Fernandes de Gouveia. Adoptà els colors vermell i verd de la bandera de la nova república de Portugal i que el distingien dels seus rivals el Club Sports da Madeira, que usava el blau i blanc de la vella monarquia. El nom de Marítimo reflectia que els seus jugadors provenien del port de la ciutat.
El seu primer partit fou una victòria per 2-1 contra el C.D. Santa Clara, un club selecte format per treballadors de la Western Telegraph Company. Actualment és l'equip més important de l'illa de Madeira.
Els seus màxims rivals són el C.D. Nacional, i en menor mesura el CF União, ambdós de la ciutat de Funchal. Als anys 90, el governador Alberto João Jardim, un seguidor del Marítimo, proposà unir els tres clubs principals de l'illa, que en aquells anys competien tots tres a la màxima categoria però els seguidors del Marítimo refusaren la idea.
Fins al 2006/2007 el club ha militat 27 cops a la màxima divisió de Portugal, des de la seva primera presència el 1973/74 i des d'on es manté ininterrompudament des del 1985-1986. Les millors classificacions han estat tres cinquenes posicions. Ha jugat la Copa de la UEFA els anys 1993/94, 1994/95, 1998/99, 2001/02 i 2003/04. Fou campió del Campionat de Portugal la temporada 1925/26.

## Estadis

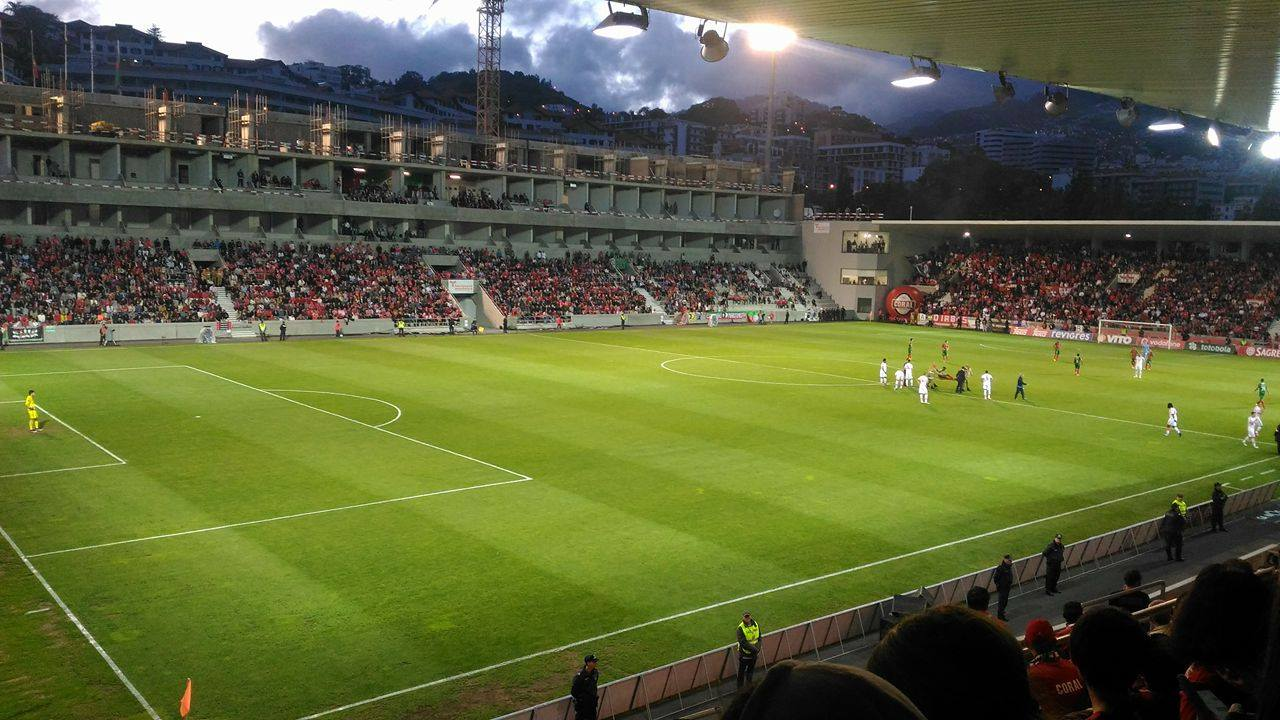
Estadi dos Barreiros.

El club va jugar al Campo do Almirante Reis fins que es traslladà a l'Estádio dos Barreiros, l'estadi municipal de Funchal, amb capacitat de 11.000 espectadors i unes dimensions de 105x65 metres, inaugurat el 26 de juny de 1927, renovat el 5 de maig de 1957 i de nou entre 2009 i 2016. El 22 de maig de 1991, en la seva visita a Madeira, el papa Joan Pau II hi va celebrar una missa amb l'assistència de 30.000 persones.

## Palmarès
- 1 Campionat de Portugal: 1925/26
- 3 Segona divisió portuguesa (zona sud): 1976/77, 1981/82, 1984/85
- 35 Campionat de Madeira
- 16 Copa de Madeira

## Jugadors destacats
- Paulo Alves
- Jorge Costa
- Danny
- Carlos Jorge
- Daniel Kenedy
- Ariza Makukula
- Nuno Morais
- Pepe
- Pinga
- Fernando Santos
- Tonel
- Nuno Valente
- Carlos Chaínho
- Rui Marques
- Christian
- Serginho Chulapa
- Léo Lima
- Gustavo Manduca
- Toninho Metralha
- Souza
- Krum Bibishkov
- Ilian Iliev
- Alex Bunbury
- Abdel Sattar Sabry
- Tarik Sektioui
- Mitchell van der Gaag
- Colin Hill
- Ian Wallace
- Andrej Komac
- Collins Mbesuma

## Entrenadors destacats
- Stefan Lundin (1986-1987)
- Quinito (1989-1990)
- Paulo Autuori (1991-1995)
- Augusto Inácio (1997-1999)
- Nelo Vingada (1999-2003)
- Anatoli Bixovets (2003)
- Manuel Cajuda (2003-2004)
- Mariano Barreto (2004-2005)
- Juca (2005)
- Paulo Bonamigo (2005-2006)
- Ulisses Morais (2006-2007)
- Alberto Pazos (2007)

## Altres seccions
A més del futbol, com acostuma a passar amb molts clubs portuguesos, el Marítimo disposa de diverses seccions esportives. Les més destacades són les seccions de voleibol i d'handbol i un destacat equip femení de basquetbol. També disposa de seccions d'atletisme, patinatge artístic, pesca, futbol sala, karate, karts, ral·lis, gimnàstica rítmica, hoquei patins, rugbi i natació.